# Ramphastos tucanus
Ramphastos tucanus hay toucan họng trắng là một loài chim trong họ Ramphastidae.